# Epinecrophylla amazonica
Az Epinecrophylla amazonica a madarak osztályának verébalakúak (Passeriformes) rendjébe és a hangyászmadárfélék (Thamnophilidae) családjába tartozó faj.

## Rendszerezése
A fajt Hermann von Ihering brazil-német ornitológus írta le 1873-ban, a Myrmotherula nembe Myrmotherula pyrrhonota amazonica néven.
Besorolása vitatott, egyes szervezetek szerint jelenleg is csak alfaj Epinecrophylla haematonota amazonica néven.

## Előfordulása
Dél-Amerika északnyugati részén, Bolívia és Brazília területén honos. Természetes élőhelyei a szubtrópusi vagy trópusi síkvidéki esőerdők. Állandó, nem vonuló faj.

## Természetvédelmi helyzete
Az elterjedési területe nagyon nagy, egyedszáma pedig stabil. A Természetvédelmi Világszövetség Vörös listáján nem fenyegetett fajként szerepel.